# واين فاولر
واين فاولر (بالإنجليزية: Wayne Fuller)‏ هو إحصائي أمريكي، ولد في 15 يونيو 1931 في آيوا في الولايات المتحدة.